# Dalmatisk kölödla
Dalmatisk kölödla (Algyroides nigropunctatus) är en ödleart som beskrevs av André Marie Constant Duméril och Gabriel Bibron 1839. Arten ingår i släktet kölödlor, och familjen egentliga ödlor. IUCN kategoriserar den dalmatiska kölödlan globalt som livskraftig.

## Underarter
Arten delas in i följande underarter:
- A. n. kephallithacius
- A. n. nigropunctatus

## Utbredning
Den dalmatiska kölödlan lever längs adriatiska havets östkust. Arten återfinns i nordöstra Italien och södra Slovenien, längs med den kroatiska kusten och i ett fåtal floddalar i Bosnien-Herzegovina, i södra Serbien, Montenegro och Albanien, Makedonien och västra Grekland. Ödlorna finns också på vissa kroatiska öar och på de joniska öarna förutom Zakynthos. 
De kan hittas från havsnivå upp till 1 500 meter över havet i Albanien.

## Levnadssätt
Den grekiska kölödlan hittas i skogsområden, buskmark, häckar, på murar och i olivlundar. I floddalar kan man hitta dem nära vatten på klippor och stenblock.  Ödlorna kan även återfinnas i stadsområden.

## Bildgalleri

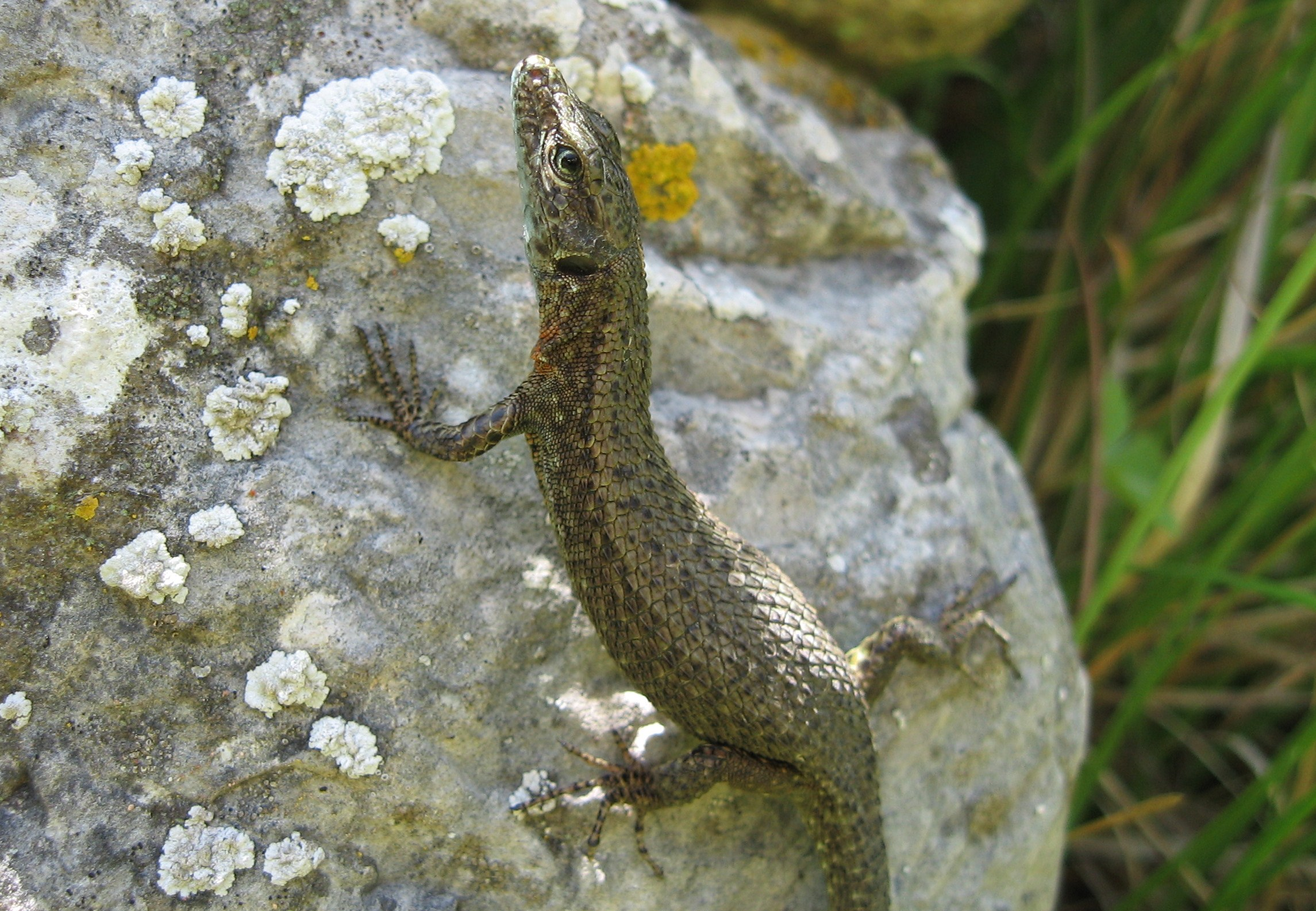